# Council Grove (Kansas)
Council Grove é uma cidade localizada no estado americano de Kansas, no Condado de Morris.

## Demografia
Segundo o censo americano de 2000, a sua população era de 2321 habitantes.
Em 2006, foi estimada uma população de 2280, um decréscimo de 41 (-1.8%).

## Geografia
De acordo com o United States Census Bureau tem uma área de
4,6 km², dos quais 4,6 km² cobertos por terra e 0,0 km² cobertos por água. Council Grove localiza-se a aproximadamente 377 m acima do nível do mar.

## Localidades na vizinhança
O diagrama seguinte representa as localidades num raio de 24 km ao redor de Council Grove.